# Alice Coltrane
Alice Coltrane, född Alice McLeod 27 augusti 1937 i Detroit, Michigan, död 12 januari 2007 i Los Angeles, Kalifornien, var en amerikansk jazzmusiker.

## Biografi
Alice Coltrane spelade i en rad olika jazzgrupper under 1950- och 1960-talen, men blev uppmärksammad först när hon gifte sig med John Coltrane 1965 och blev pianist i hans band. År 1967 avled John Coltrane, men Alice Coltrane fortsatte att utforska den spirituella inriktning av jazz som maken påbörjat med albumet A Love Supreme. Hon fortsatte också att ge ut skivor på frijazzbolaget Impulse Records. Bland albumen märks främst Journey in Satchidananda, Ptah, the El Daoud (båda 1970) och World Galaxy (1971). Coltranes huvudinstrument var piano och harpa. På flertalet av hennes album medverkar saxofonisten Pharoah Sanders, som även han spelat med Alices make.
Under 1970-talets senare del drog Coltrane sig tillbaka för att odla sina andliga intressen, bland annat för indisk religion och mystik. Hon var en anhängare av den indiske gurun Sathya Sai Baba och bytte namn till Turiyasangitananda. Vid de fåtaliga uppträdanden hon gjorde gick hon dock fortfarande under namnet Alice Coltrane.
Alice Coltrane har kritiserats för att inte vara en renlärig jazzmusiker. Hon har hämtat inspiration från till exempel indisk folkmusik, blues och klassisk musik, vilket retat vissa purister. På senare år har intresset för hennes musik dock ökat, vilket ledde till en comeback med albumet Translinear Light (2004).

## Diskografi
- 1968 – A Monastic Trio
- 1969 – Huntington Ashram Monastery
- 1970 – Ptah the El Daoud
- 1970 – Journey in Satchidananda (live)
- 1971 – Universal Consciousness
- 1971 – World Galaxy
- 1973 – Lord of Lords
- 1975 – Eternity
- 1976 – Radha-Krsna Nama Sankirtana
- 1977 – Transcendence
- 1978 – Transfiguration (live)
- 1982 – Turiya Sings
- 1987 – Divine Songs
- 2004 – Translinear Light